# Like My Mother Does
«Like My Mother Does» es una canción interpretada por la cantante y compositora estadounidense Lauren Alaina, incluida en su álbum debut Wildflower, de 2011. Fue inicialmente grabado por la cantante de música country estadounidense Kristy Lee Cook de su álbum Why Wait de 2008. Más tarde fue grabado y publicado como un sencillo por los cantantes de country Jesse Lee y Lauren Alaina en 2010 y 2011, respectivamente. La grabación de Alaina se convirtió en la primera versión de la canción en ingresar en los listados; debutando en el #49 en el Hot Country Songs de Billboard, y más adelante alcanzando la posición #36 en octubre de 2011.

## Antecedentes
Like My Mother Does se convirtió en el sencillo debut y canción de coronación de la cantante estadounidense y subcampeona de la décima temporada de American Idol.
Fue inicialmente presentado el 24 de mayo de 2011 durante las presentación de la final de American Idol contando con buen recibimiento en el concurso - el juez Randy Jackson dijo "Amo cuando al final fuiste la Lauren que vimos crecer en Nashville", Jennifer Lopez dijo "Fue una ruda carrera, pero con esa canción haz ganado" y Steven Tyler dijo "America sabrá que es la verdad, estás en mis ojos".
Después del concierto final, su grabación de Like My Mother Does fue publicado como sencillo el 25 de mayo de 2011.

## Formatos y listas de canciones
| Mundo - Descarga digital |                                                    |          |  |
| N.º                      | Título                                             | Duración |  |
| 1.                       | «Like My Mother Does» (Actuación de American Idol) | 4:12     |  |